# Aditī
viśve devā aditiḥ pañca janā aditir jātam aditir janitvam»
(Ṛgveda, I, 89,10)

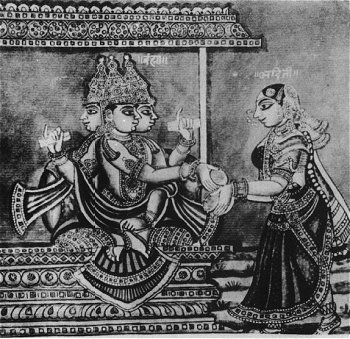
Illustrazione del re Brahma e la dea Adhiti

Aditi (devanāgarī  अदिति, il cui significato è "priva di limiti/vincoli") è una divinità della religione vedica e da qui passata al più recente Induismo.

## La Dea madre
La sua figura è quella della Madre  di tutte le forme esistenti, degli dèi e degli esseri viventi, oltre ad aver generato un gruppo di divinità collegate alla luce denominate Āditya.
Il Ṛgveda (VIII,25,3; VIII,10,3e83; VIII,4,79) indica in Aditī la madre di Mitra, Varuṇa e Aryaman, mentre nel IV,25,3 del medesimo testo è madre di tutti gli Āditya.
Nel Mahābhārata appare invece come paredra di Kaśyapa da cui generò Visnù e Indra.
Nel Viṣṇu Purāṇa fu Kaśyapa a dividere il feto di Aditī in dodici parti da cui nacquero i dodici Āditya.